# Levade

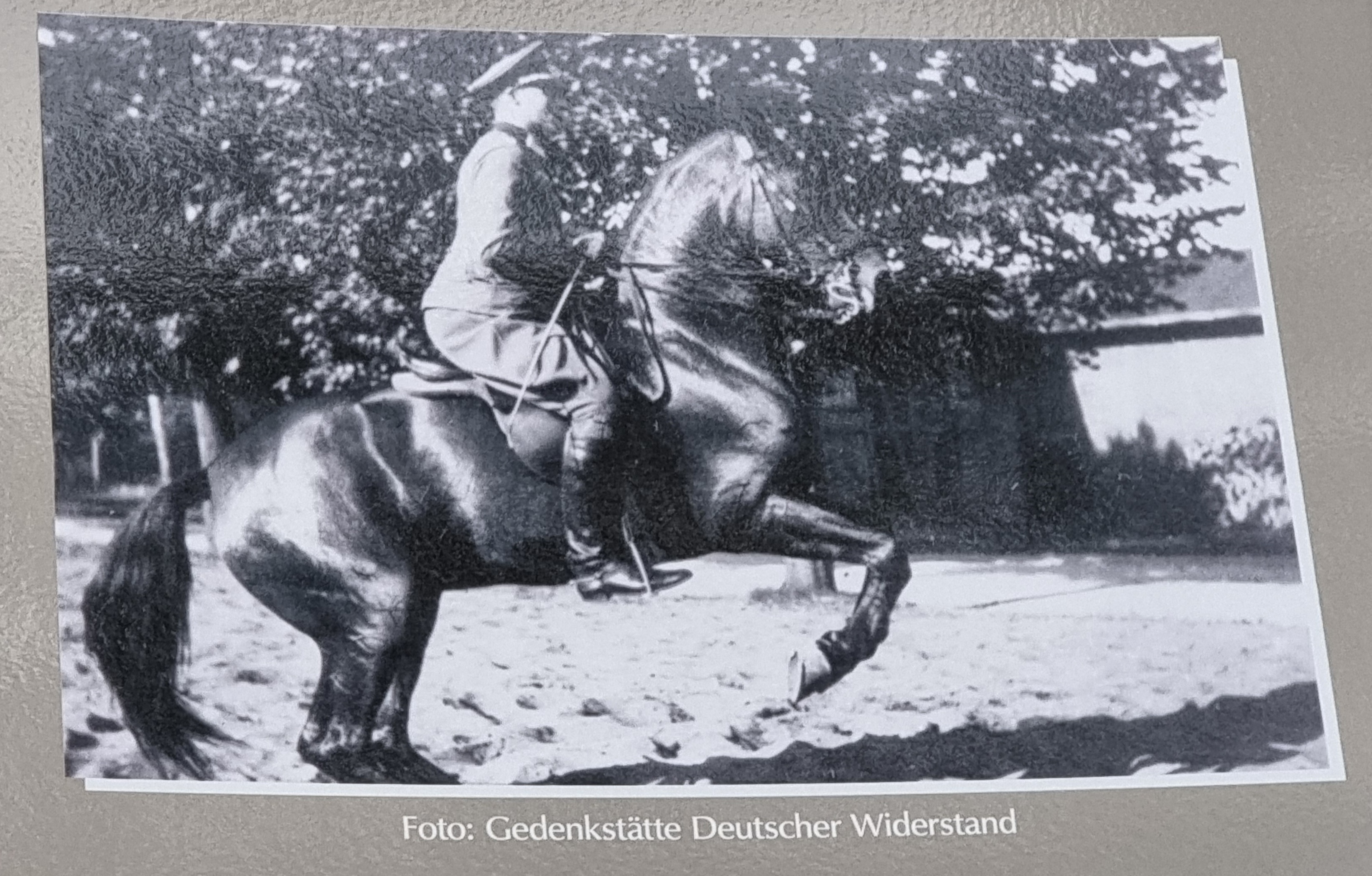
Levade von Claus Schenk Graf von Stauffenberg, Kavallerieschule der Reichswehr

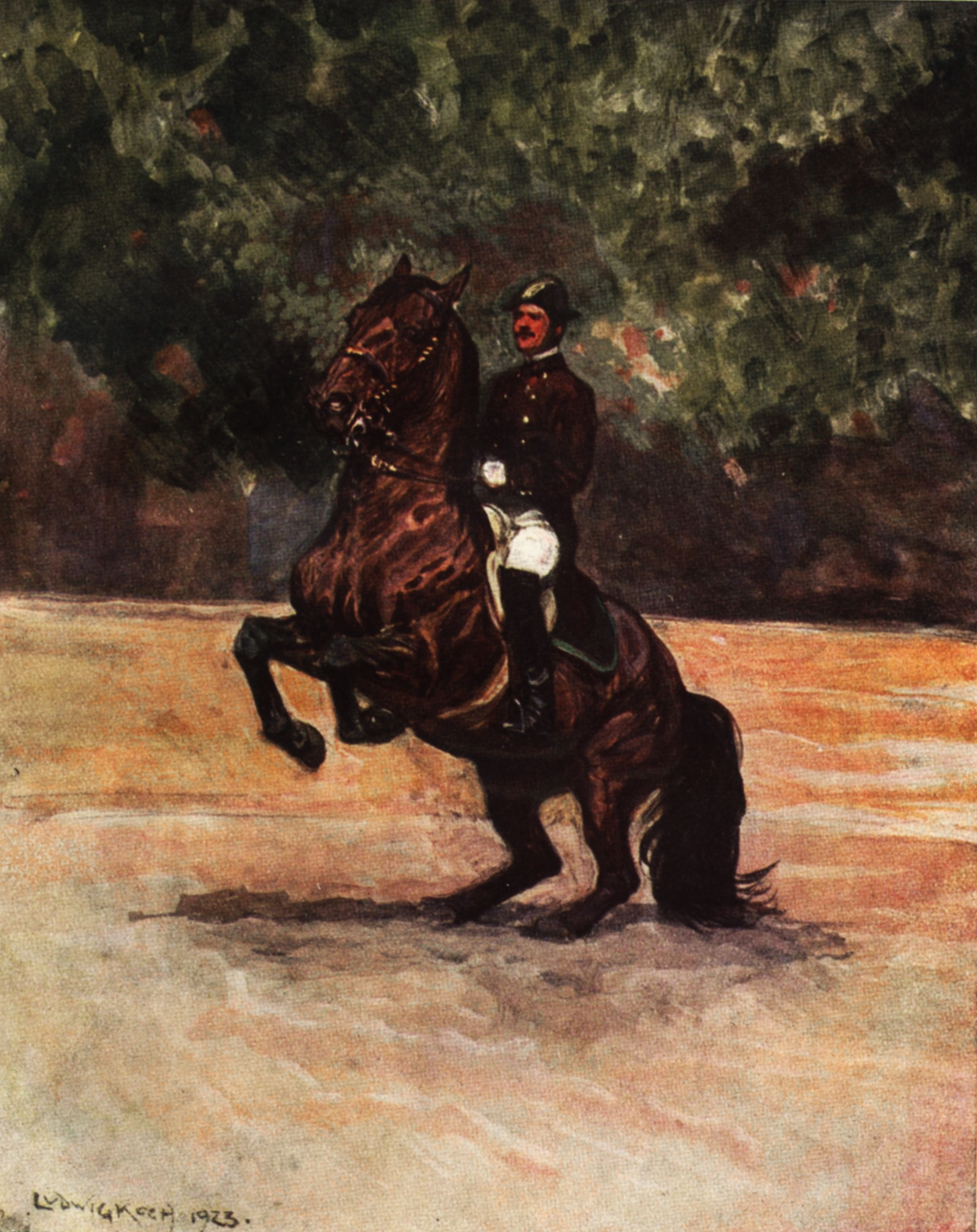
Levade von Ludwig Koch gemalt

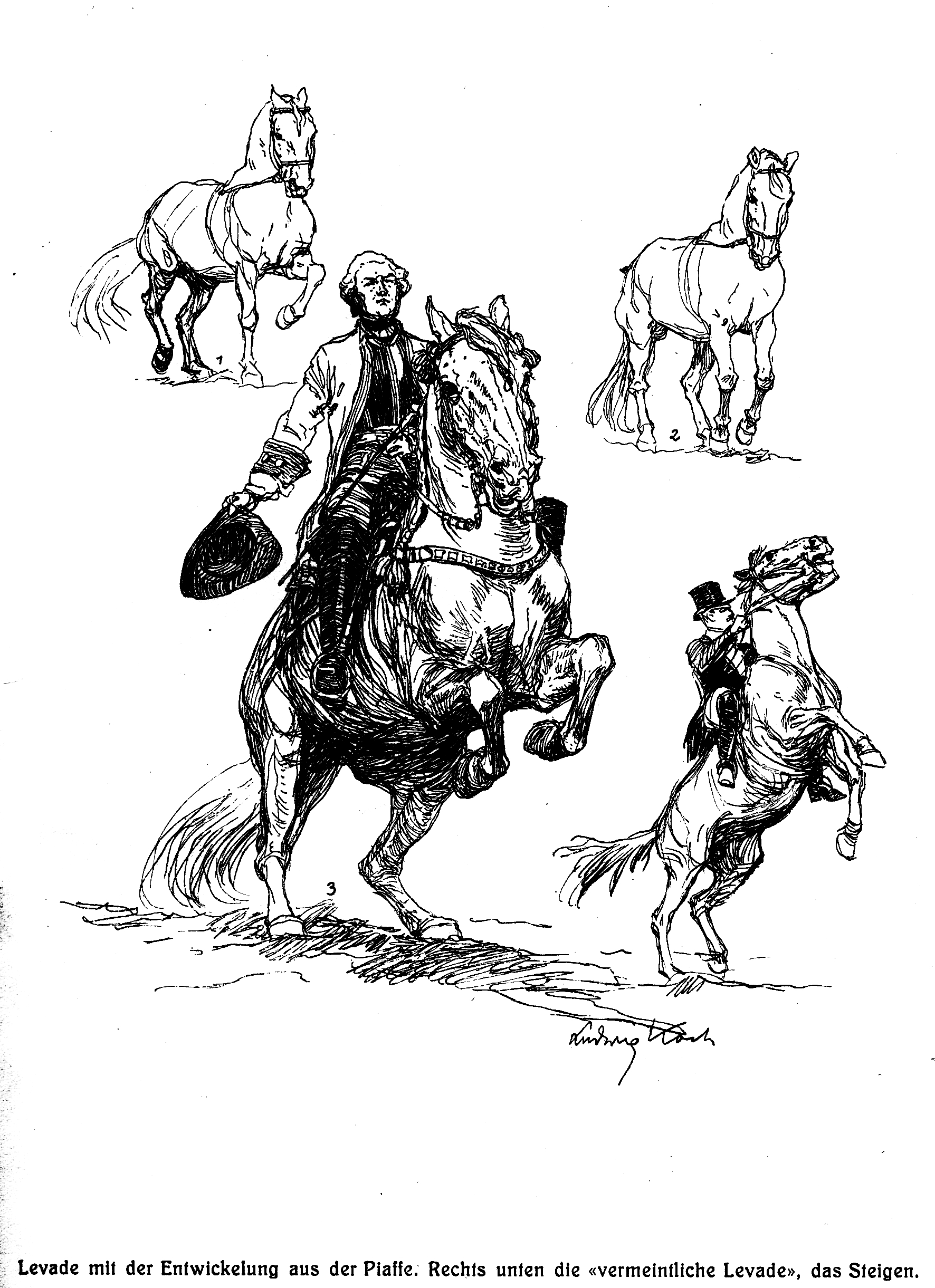
Großes Bild: Levade,
oben: Entwicklung aus der Piaffe,
unten rechts: unkontrolliertes Steigen.
Zeichnung von Ludwig Koch

Die Levade (frz. se lever = sich erheben) ist eine Übung der klassischen Reitkunst, bei der das Pferd sein Gewicht auf die gebeugten Hinterbeine verlagert, seinen Rumpf  in einem Winkel von weniger als 45°  zum Boden hebt und die Vorderbeine an den Leib zieht. Ist der Winkel größer, spricht man von einer Pesade. Die beiden Begriffe Levade und Pesade waren synonym, bis sie Ende des 19. Jahrhunderts von Gustav Steinbrecht unterschieden wurden.
Aus der Zeit vor 1850 ist die Levade unter diesem Namen nicht überliefert, jedoch findet man schon bei Pluvinel eine ähnliche Beschreibung zur Entwicklung der Kapriole:

„Um gute Kapriolen zu erreichen, muss man mit dem beginnen, was dem Pferd am schwersten fällt, nämlich vorn sich zu erheben und die Beine zu beugen, kurz danach ists nötig, es zu veranlassen, sich hinten zu erheben auf die Weise, die ich Ihro Majestät erklärt.“

Die Levade zählt zu den Schulen über der Erde der Reitkunst.
Diese werden unterschieden in Erhebungen (Levade und Pesade) und Schulsprünge (Croupade, Ballotade, Kapriole, Wiener Courbette).
Die Levade wird zunächst an der Hand geschult, bevor sie unter dem Reiter ausgeführt wird.
Sie wird aus der Piaffe entwickelt, bei der sich das Pferd bereits stark versammelt.
Die Lektion „soll durch langsames Sichsenken beendigt werden“.
In der Spanischen Hofreitschule setzt man die Levade auch als eine Vorbereitung für die Schulsprünge ein.